# 費雪氏麴黴
費雪氏麴黴（学名：Aspergillus fischerianus）为髮菌科麴菌屬下的一个种。

## 扩展阅读
- 維基物種上的相關：費雪氏麴黴